# Infracsapda

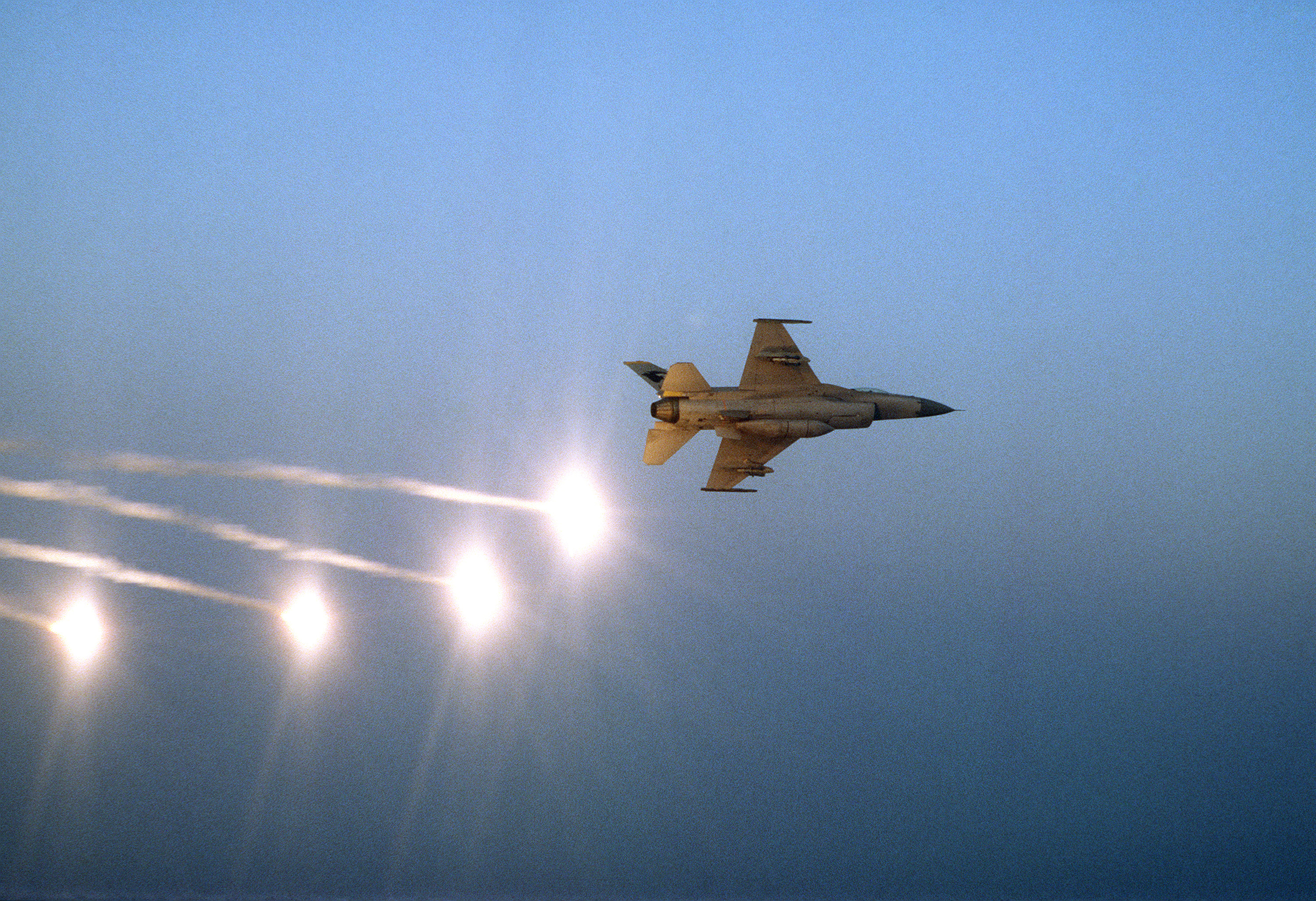
F–16 infracsapdák szórása közben

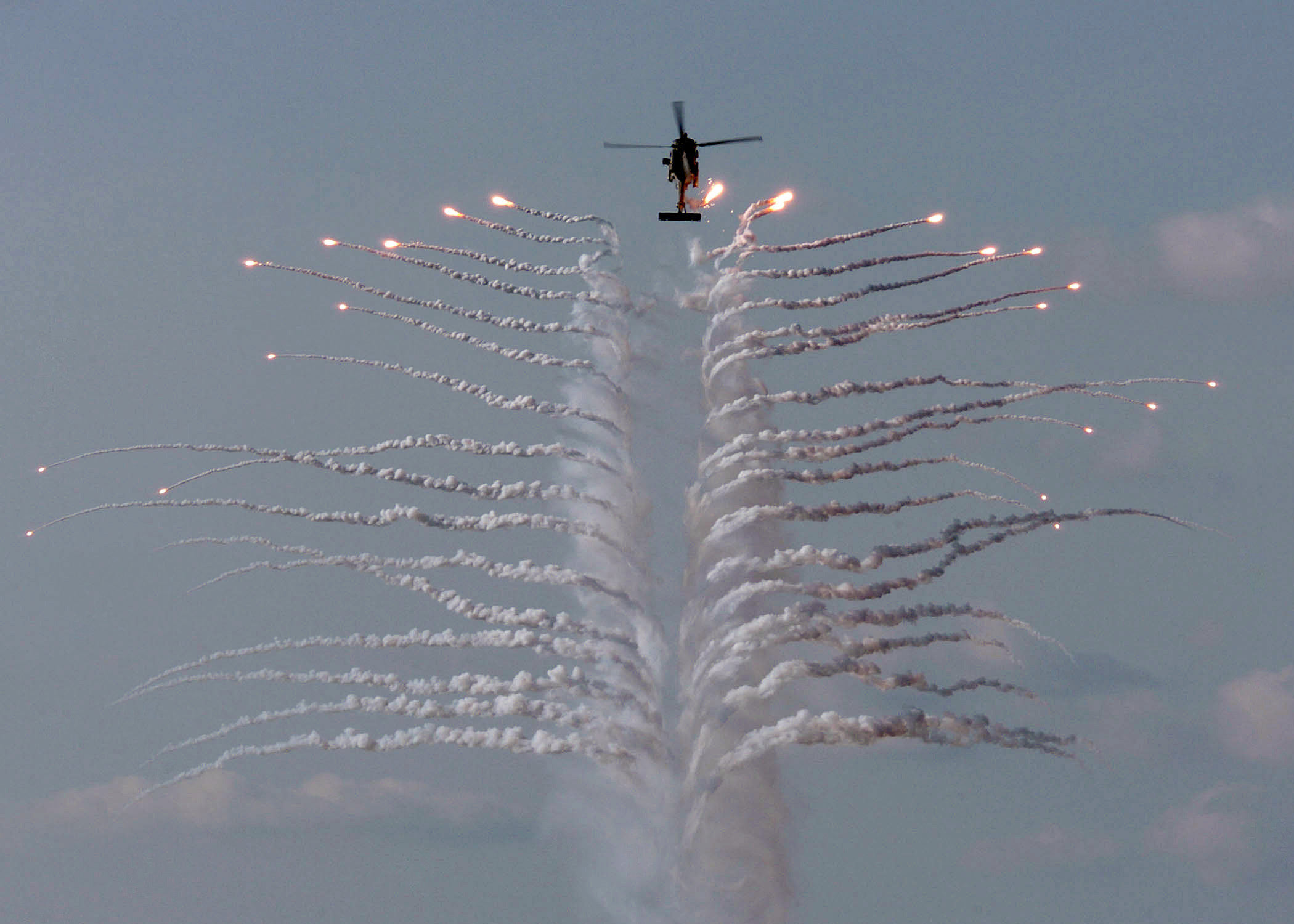
SH–60 Seahawk infracsapdákat szór

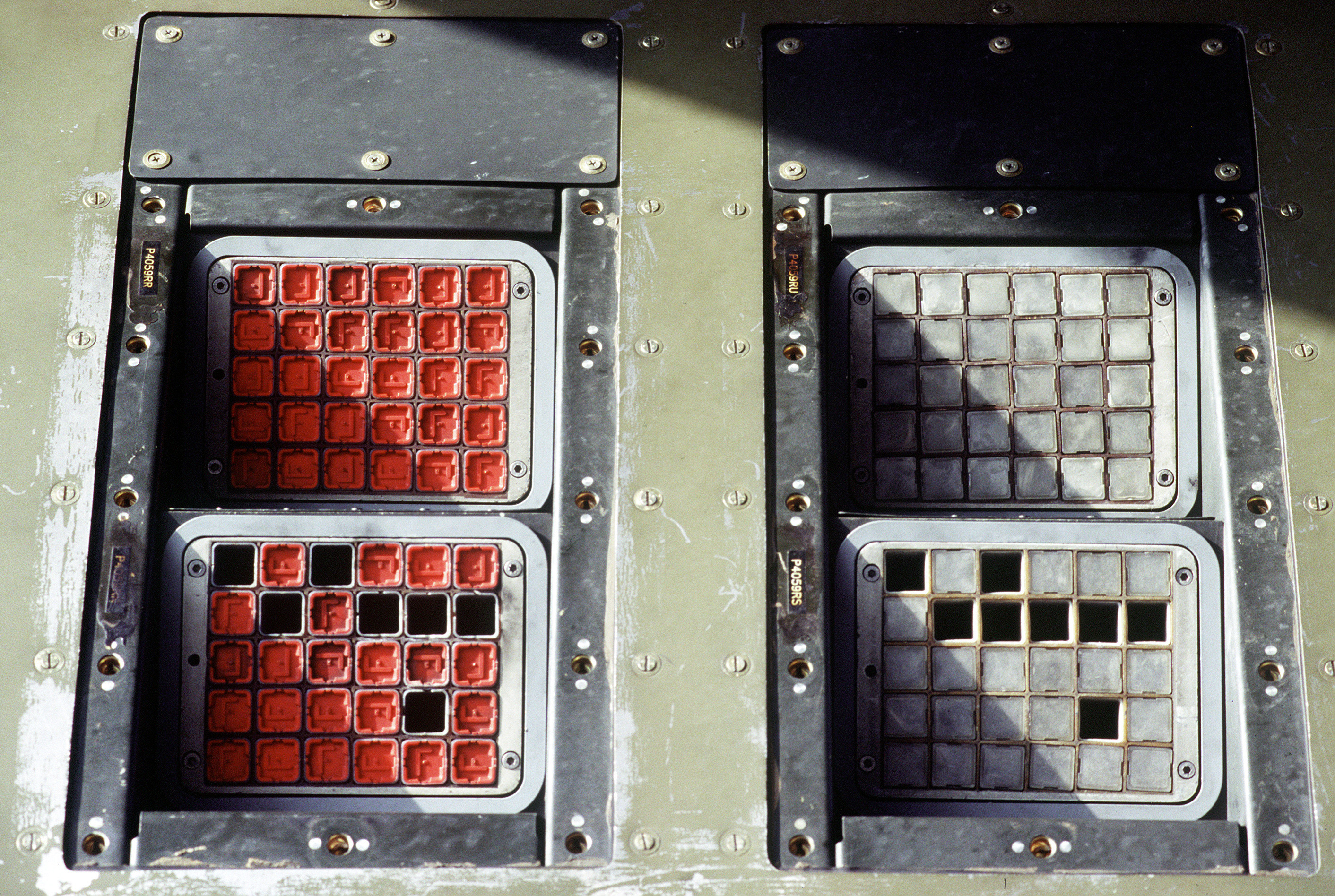
C–130 Herculesbe épített infracsapdaszóró berendezés

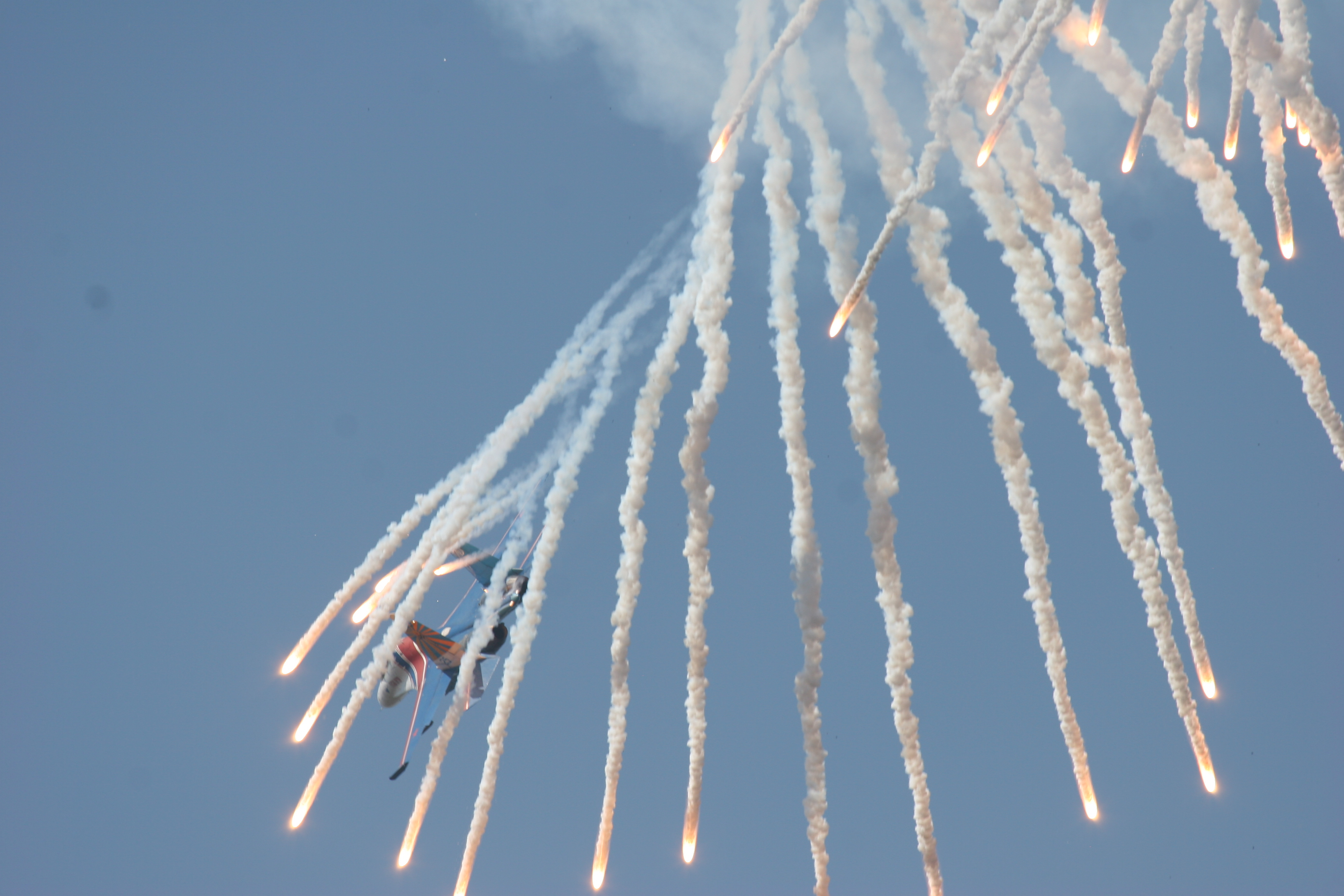
Az infracsapdák szórása a katonai repülőnapok látványos eseménye

Az infracsapda a katonai repülőeszközök önvédelmi eszköze, mellyel megtéveszthetik a feléjük közeledő infravörös önirányítású légiharc-rakétákat. Ritkábban harcjárművek vagy hadihajók is alkalmazhatnak infracsapdákat. Pirotechnikai eszköz, mely az indító járműről kilőve meggyullad, és igen magas hőmérsékleten ég pár másodpercig, erősebb infravörös sugárzást kibocsáltva, mint a védett eszköz (például az indító repülőgép hajtóműve).
Veszélyhelyzetben, a rakéta közeledésének érzékelésekor, egyszerre lőnek ki több csapdát, miközben a repülőgép kitérő manővert végez. Olyan esetekben, amikor a repülőgép kiszolgáltatott helyzetben van (pl. fel- vagy leszálláskor) folyamatosan, sorozatban indítják az infracsapdákat.
A korszerű infravörös irányítórendszerek már képesek megkülönböztetni az infracsapda által kibocsáltott sugárzást a repülőgépek hajtóműveinek sugárzásától, ezért alkalmazásuk visszaszorulóban van, helyüket az irányított sugárzással működő infravörös zavaróberendezések veszik át.